# البراغماتية الملكية حول الزواج
كانت البراغماتية الملكية حول الزواج (بالإسبانية، Real Pragmática) إحدى أشكال التشريعات التي أدخلها التاج الأسباني في مستعمراته الأمريكية أجل السيطرة على الزواج، من خلال مطالبة الأطفال بالحصول على إذن من آبائهم قبل الزواج، والسماح بتجريدهم من ملابسهم في حالة العصيان. تم تمرير أول براغماتية ملكية في 23 مارس 1776. 
الفكرة من وراء هذا التشريع هي أن الأسرة قد تَعْترض إذا شعرت أن الزوج المستقبل لطفلها «أدنى»، سواء كان ذلك في العرق أو الثروة أو حتى السمعة. يستكشف كتاب جيفري م. شوموي «حالة الخاطب القبيح وتاريخ آخر من الحب والجنس والأمة في بوينس آيرس، 1776-1870» (بالإسبانية: The Case of the Ugly Suitor and Other Histories of Love, Gender, and Nation in Buenos Aires, 1776-1870) الدعم القانوني لهذا المفهوم عبر الكثير من تاريخ الأرجنتين.